# 巴尔戈塔
巴尔戈塔（西班牙語：Bargota）是西班牙纳瓦拉的一个市镇。总面积25平方公里，总人口368人（2001年），人口密度15人/平方公里。